# Phyllanthus parvus
Phyllanthus parvus är en emblikaväxtart som beskrevs av John Hutchinson. Phyllanthus parvus ingår i släktet Phyllanthus och familjen emblikaväxter. Inga underarter finns listade i Catalogue of Life.